# Словенски марш
Словенски марш или Српско-руски марш у Бе-молу, оп. 31 (позната и по француском називу Marche slave) је музичка композиција руског композитора Петра Иљича Чајковског.
Композиција је инспирисана догађајима из Српско-турског рата, 1876. године, када се велики број руских добровољаца борио на страни Срба. 
Николај Рубинштајн, близак пријатељ Чајковског, замолио га је да напише дело које би се извело на добротворном концерту за руске рањенике из овог рата. Понет патриотизмом, Чајковски је ово дело написао и сам дириговао на премијерном концерту, за само 5 дана. Премијера дела је била у Москви, 17. новембра 1876. године и била је топло примљена од публике. Иако је назив касније промењен, оригинални назив дела је био Српско-руски марш.
Првобитно је композитор намеравао да напише симфонијску фантазију. За њу му је, изгледа, недостајало довољно прихватљивих српских народних мелодија. Зато је за своју композицију одабрао мелодију руске химне „Боже, чувај Цара” и три српске народне песме: „Сунце јарко, не сијаш једнако”, „Праг је ово милог Срба” и „Јер пушчани прах” (други део песме „Радо иде Србин у војнике”).
Мелодије је нашао у збирци Корнелија Станковића „Српске народне мелодије”, штампаној у Бечу 1862. године, за шта је српски композитор, царским указом, одликован руским Орденом Светог Станислава.
Први део ове композиције описује патњу Срба под турском окупацијом, у коме је Чајковски искористио две српске народне песме. Затим, следи део који описује злочине на Балкану, који замењује део који описује окупљање руских добровољаца. У трећем делу пажња је посвећена српској молби за помоћ. Последњи део је посвећен маршу руских добровољаца у помоћ Србима.